# Хупер, Глория
Глория Хупер (итал. Gloria Hooper; род. 3 марта 1992, Виллафранка-ди-Верона, Венеция) — итальянская легкоатлетка, специалистка по бегу на короткие дистанции. Выступает на профессиональном уровне с 2009 года, победительница чемпионата мира по эстафетам, чемпионка Средиземноморских игр, многократная чемпионка Италии, участница трёх летних Олимпийских игр.

## Биография
Глория Хупер родилась 3 марта 1992 года в коммуне Виллафранка-ди-Верона, Венеция. Имеет ганские корни, её родители в 1985 году переехали из Ганы в Италию и поселились в Неаполе.
Впервые заявила о себе в сезоне 2009 года, выиграв бронзовую медаль в беге на 100 метров на юношеском чемпионате Италии в Гроссето.
В 2010 году вошла в состав итальянской сборной и выступила в беге на 200 метров на юниорском мировом первенстве в Монктоне.
В 2011 году отметилась выступлением на юниорском европейском первенстве в Таллине, где заняла седьмое место в 200-метровой дисциплине и вместе с соотечественницами завоевала серебряную награду эстафете 4 × 100 метров.
В 2012 году бежала 200 метров на чемпионате Европы в Хельсинки — на предварительном квалификационном этапе показала достаточно высокий результат 22,95 и выполнила олимпийский квалификационный норматив, тогда как на стадии полуфиналов была дисквалифицирована. На летних Олимпийских играх в Лондоне в предварительном забеге 200 метров показала время 23,25, чего оказалось недостаточно для выхода в полуфинал.
В 2013 году стартовала в беге на 60 метров на чемпионате Европы в помещении в Гётеборге, выиграла бронзовые медали в беге на 200 метров и в эстафете 4 × 100 метров на молодёжном европейском первенстве в Тампере, бежала 200 метров на чемпионате мира в Москве.
В 2015 году выступила в беге на 200 метров и в эстафете 4 × 100 метров на чемпионате мира в Пекине.
В 2016 году бежала 60 метров на чемпионате мира в помещении в Портленде. На чемпионате Европы в Амстердаме принимала участие сразу в трёх дисциплинах: 100 метров, 200 метров, эстафета 4 × 100 метров. Выполнив олимпийский квалификационный норматив на 200-метровой дистанции (23,20), прошла отбор на Олимпийские игры в Рио-де-Жанейро — на предварительном квалификационном этапе 200 метров показала результат 23,05 и в финал не вышла.
В 2017 году дошла до полуфинала в беге на 60 метров на чемпионате Европы в помещении в Белграде. Стартовала в эстафете на командном чемпионате Европы в Лилле и на чемпионате мира по легкоатлетическим эстафетам в Нассау. Бежала 200 метров на чемпионате мира в Лондоне.
В 2018 году на Средиземноморских играх в Таррагоне получила серебро в беге на 200 метров и взяла бронзу в эстафете 4 × 100 метров. На чемпионате Европы в Лондоне в тех же дисциплинах дошла до полуфинала и стала седьмой соответственно.
В 2019 году участвовала в чемпионате мира по эстафетам в Иокогаме, командном чемпионате Европы в Быдгоще, Всемирных военных играх в Ухане. Бежала 200 метров и эстафету 4 × 100 метров на чемпионате мира в Дохе, во втором случае установила национальный рекорд Италии — 42,90.
В 2021 году одержала победу в эстафете 4 × 100 метров на чемпионате мира по эстафетам в Хожуве. На командном чемпионате Европы в Хожуве была шестой в беге на 100 метров и пятой в эстафете 4 × 100 метров. Бежала 200 метров и эстафету 4 × 100 метров на Олимпийских играх в Токио.
В 2022 году на Средиземноморских играх в Алжире стала пятой в 200-метровой дисциплине и выиграла эстафету. Вместе с итальянской командой заняла третье место в эстафете 4 × 100 метров на чемпионате Европы в Мюнхене (участвовала только в предварительном квалификационном забеге).